# Comté de Lincoln (Montana)
Pour les articles homonymes, voir Comté de Lincoln.
Le comté de Lincoln est un des 56 comtés de l’État du Montana, aux États-Unis. En 2010, la population était de 19 687 habitants. Son siège est Libby. Le comté a été fondé en 1909 lors d'une scission avec le comté de Flathead demandée par les habitants des villes de Libby et Eureka et doit son nom à Abraham Lincoln.

## Géolocalisation
|                                                 | Colombie-Britannique, Canada |                   |
| Comté de Bonner, Idaho Comté de Boundary, Idaho | Comté de Lincoln             | Comté de Flathead |
|                                                 | Comté de Sanders             |                   |

## Principales villes
- Eureka
- Libby
- Rexford
- Troy